# پاسکال گارنیه
پاسکال گارنیه (به فرانسوی: Pascal Garnier) رمان‌نویس قرن بیستم میلادی اهل فرانسه است.
از فیلم‌هایی که وی در آن نقش داشته است، می‌توان به سپید همچون برف اشاره کرد.